# Женщина года
«Женщина года» (англ. Woman of the Year) — американский фильм, комедия о возобновлении брака 1942 года. Премия «Оскар» за лучший оригинальный сценарий. Номинация на «Оскар» — лучшая актриса — Кэтрин Хэпбёрн.
Первый из девяти фильмов с легендарным актёрским дуэтом Спенсер Трейси — Кэтрин Хэпбёрн.

## Сюжет
Главные герои фильма — журналисты, работающие во время Второй мировой войны в одной из газет Нью-Йорка. Она — успешная и уверенная в себе журналистка, вращающаяся в высших сферах, политический обозреватель, дочь дипломата, много путешествовала по миру, знакома со многими известными людьми. Он — скромный спортивный обозреватель, обычный человек, добившийся всего собственным трудом. Сблизившись в ходе работы над общей темой, они влюбляются друг в друга и вскоре вступают в брак. Однако различия в характерах и взглядах на жизнь героев приводят к конфликтам…

## В ролях
| Актёр           | Роль               |
| --------------- | ------------------ |
| Спенсер Трейси  | Сэм Крейг          |
| Кэтрин Хэпбёрн  | Тэсс Хардинг       |
| Фэй Бейнтер     | Эллен Уиткомб      |
| Уильям Бендикс  | «Пинки» Питерс     |
| Реджинальд Оуэн | Клейтон            |
| Майнор Уотсон   | Уильям Дж. Хардинг |
| Эдит Эвансон    | Алма               |

## Съёмочная группа
- Режиссёр: Джордж Стивенс
- Продюсер: Джозеф Лео Манкевич
- Сценаристы: Ринг Ларднер мл., Майкл Канин, Джон Ли Мэхин
- Композитор: Франц Ваксман
- Оператор: Джозеф Руттенберг

## Производство
Когда перед началом съёмок Хепбёрн, пришедшая на высоких каблуках, заметила, что слишком высока для Трейси, продюсер Джозеф Манкевич ответил ей: «Не беспокойся, скоро он подрежет тебя до нужного размера».
Джозеф Манкевич придумал для фильма последнюю немую сцену, в которой «идеальная» героиня Хепбёрн, желая продемонстрировать своё женское начало, безуспешно пытается приготовить завтрак, в то время как Трейси тайно наблюдает за происходящим.

## Критика
Картина была тепло встречена критикой. Босли Краузер из «Нью-Йорк таймс», в частности, написал, что она принесла «солнечный свет и радость», назвав её «самой весёлой экранной комедией последнего времени — ободряющим, восхитительным сочетанием остроумных реплик, мягкой романтики и внешнего блеска. И хотя она, безусловно, создана для развлечения, тем не менее, содержит и свою несложную мораль».